# Алпаш
Алпа́ш или Альпаш (каз. Әлпаш) — солёное озеро в Тимирязевском районе Северо-Казахстанской области Казахстана. Находится в 37 км к юго-западу от села Дмитриевка.
По данным топографической съёмки 1940-х годов, площадь поверхности озера составляет 20,94 км². Наибольшая длина озера — 8,4 км, наибольшая ширина — 3,1 км. Длина береговой линии составляет 22,8 км, развитие береговой линии — 1,17. Озеро расположено на высоте 163,8 м над уровнем моря.
По данным обследования 1957 года, площадь поверхности озера составляет 17,4 км². Максимальная глубина — 0,9 м, объём водной массы — 8,7 млн м³, общая площадь водосбора — 332 км².